# 艾因代海卜
34°50′40″N 1°32′57″E / 34.84444°N 1.54917°E
艾因代海卜（阿拉伯语：‎），是阿爾及利亞的城鎮，位於該國西北部，由提亞雷特省負責管轄，是艾因代海卜區的首府，面積1,400平方公里，2008年人口29,250，人口密度每平方公里21人。